# Mika Grbavica
Mika Grbavica, född 8 december 2001, är en kroatisk volleybollspelare (högerspiker).
Grbavica spelar med Kroatiens landslag och deltog med dem vid VM 2022. Hon har spelat med klubbar i Kroatien, Tyskland, Italien och Slovenien. Under 2023 drabbades hon av en långvarig skada.